# Epeorus sylvicola
Epeorus sylvicola je druh jepice z čeledi Heptageniidae. Přirozeně se vyskytuje v Evropě a v západní Asii. Jako první tento druh popsal Francois Jules Pictet de la Rive v roce 1865.

## Popis
Rozpětí průhledných křídel dospělce je 30 až 40 mm. V zadní části má jepice dva cerci. Dospělci nejsou schopní přijímat potravu. Subimago má tmavší barvu než dospělec a jeho křídla nejsou zcela průhledná.
Nymfy žijí ve vodě a dosahují délky těla 14 mm. Barva nymf je hnědožlutá. Tělo je silně zploštělé, přizpůsobené životu na dně rychle tekoucích vodních toků. Žábrové ploténky jsou nepohyblivé, čímž je dýchání larev závislé na proudění vody. Ve stojaté vodě se tak nymfa dusí.

## Životní cyklus
Nymfy žijí rok na dně čistých tekoucích vod, rychlých říček nebo horských potoků, kde se přichycují na kameny. Nymfy se živí perifytonem. Poslední stádium nymfy se na hladině vody proměňuje v subimago. Až poté se mění na okřídleného dospělce, kteří vylétají v období července až srpna.

## Fotogalerie

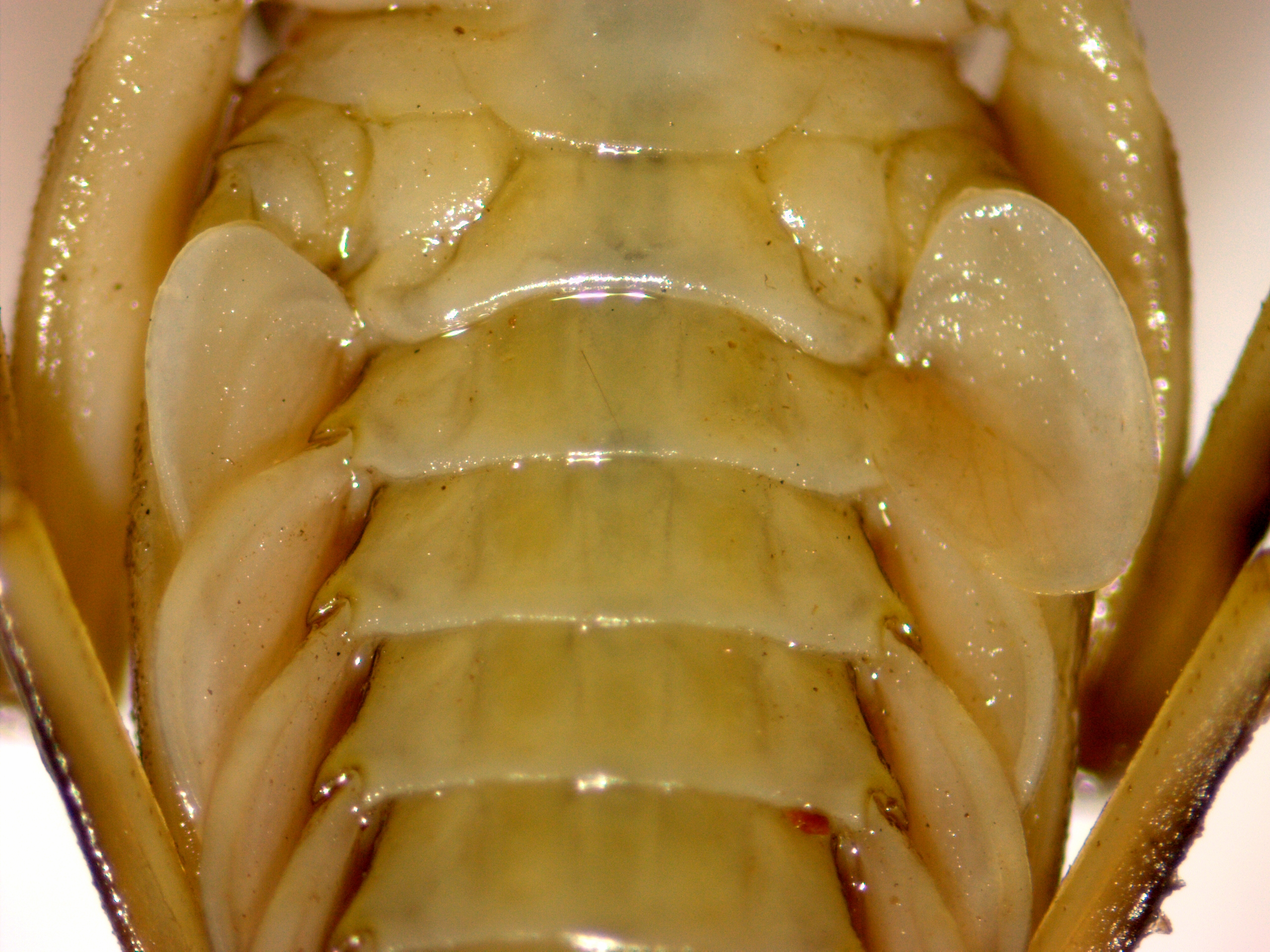
Larva, detailní pohled
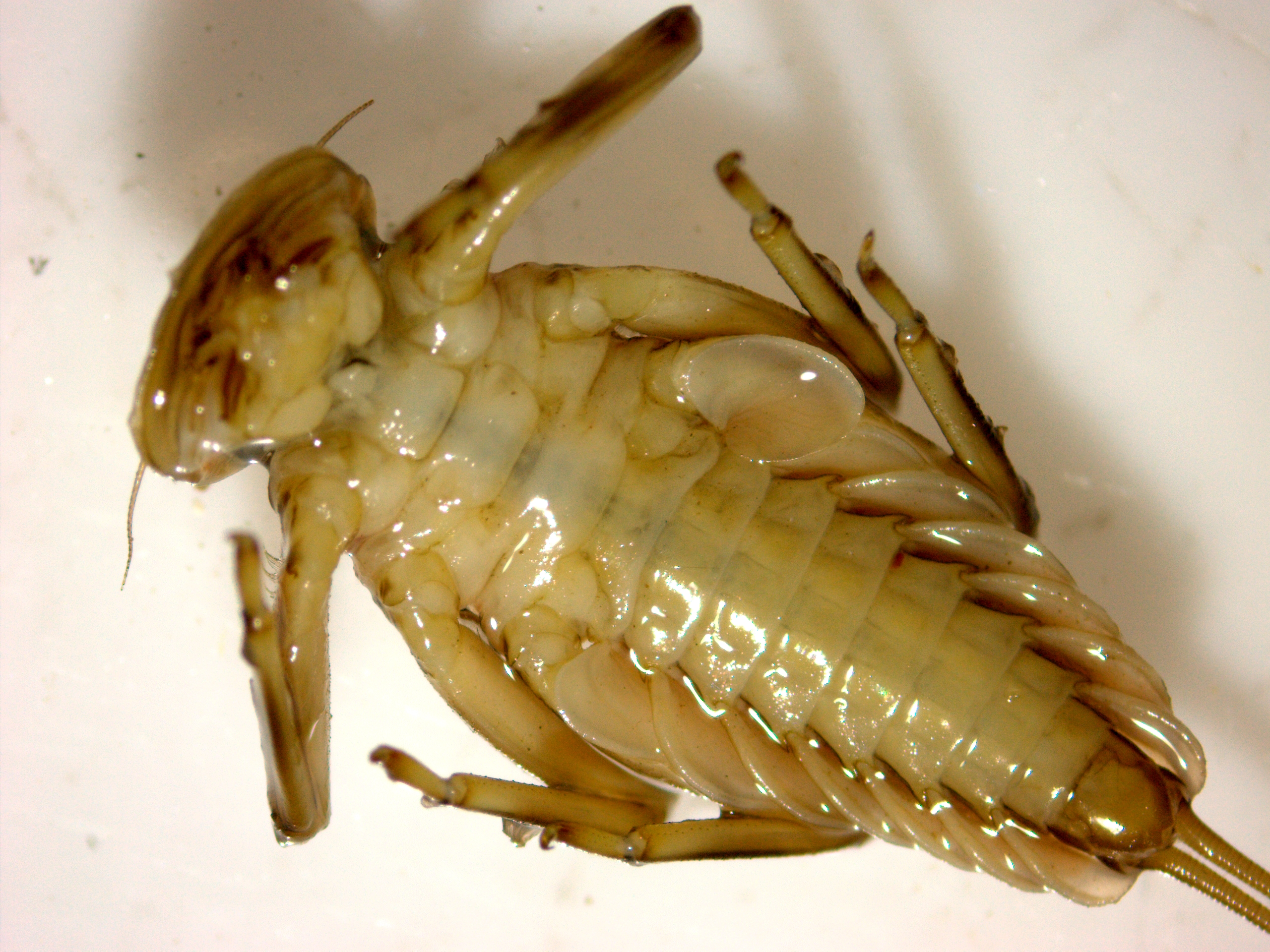
Larva